# Доланкур
Доланкур (фр. Dolancourt) насеље је и општина у североисточној Француској у региону Шампањ-Арден, у департману Об која припада префектури Бар сир Об.
По подацима из 2011. године у општини је живело 139 становника, а густина насељености је износила 28,48 становника/km². Општина се простире на површини од 4,88 km². Налази се на средњој надморској висини од 112 метара.

## Демографија
| 1962. | 1968. | 1975. | 1982. | 1990. | 1999. | 2011. |
| ----- | ----- | ----- | ----- | ----- | ----- | ----- |
| 129   | 146   | 109   | 165   | 169   | 145   | 139   |

График промене броја становника у току последњих година